# 守護神伝 -第一章-
『守護神伝 -第一章-』（しゅごしんでん だいいっしょう、原題：Keeper Of The Seven Keys Part 1）は、ドイツのヘヴィメタルバンド、ハロウィンが1987年5月に発表した2枚目のスタジオ・アルバム。オリジナル盤はノイズ・レコード、日本盤はビクターエンタテインメントから発売された。
1994年2月23日に、『守護神伝 -第二章-』とシングルのc/w曲3曲を加えた『守護神伝―完全版―』が発売された。
1994年10月21日に、LPジャケット・スペシャル・コレクション（紙ジャケット仕様）で発売された。
2006年（日本盤は同年2月22日）には、エクスパンディッド・エディション（デジタルリマスター盤）が発売された。その際、ボーナス・トラックが追加された。

## 解説
- ボーカルにマイケル・キスクを迎えて制作された最初のアルバム。キスクのソフトなオペラ風のボーカルにより、元々あった叙情的な音楽性が飛躍的に変化した。キスクは曲作りを行うなど、バンド内での存在感を早くも誇示している。
- ドイツ国内の12万5千枚以上の売り上げも含め、世界中で約50万枚を売り上げ[16]、ジャーマンメタルバンドとしてのハロウィンの名を海外に広めた。この人気に呼応する形で海外ツアーを積極的に行い、翌年8月にはモンスターズ・オブ・ロックへの参加を果たしている。
- 元々は2枚組アルバムにする予定であったが、アレンジなどが不完全で、良質な楽曲が少なかったため見送られた[16]。翌年に本作のアウトテイクの他、新たな楽曲を追加した『守護神伝 -第二章-』が発表されることとなった。マイケル・ヴァイカートは第二章と比較してサウンド自体は、本作の方を気に入っている[16]。
- LP盤は見開きジャケット仕様である。メンバーは最初から見開きにしたかったが、ノイズ・レコードの社長のカール・ウォーターバックが、前作『Walls Of Jericho』がセルティック・フロストに匹敵するセールスを上げることを条件に挙げた。発売後、早い段階で売り上げ目標を達成したため、本作で見開きにすることが出来た。
- ヴァイカートは当時、神経衰弱に陥っており、本作では『A Tale That Wasn’t Right』、カイ・ハンセンとの共作『Follow the Sign』を含めても2曲しか製作していない。そうして作った曲は奇妙だと言われ、凄く落ち込んだ[16]。演奏面ではギターソロしかプレイ出来なかったため、バンドからクビにされる状況になってもおかしくなかったという。結果的にバンドに残れて嬉しかったとヴァイカートは振り返っている[16]。また、この時の体験から、自身を癒すため、大曲『守護神伝』製作へと繋がっていく。
- 多くの曲を作っていたハンセンは、ウォーターバックから速い曲が足りないからもっと書くよう命じられていた[16]。
- イギリスのロック専門誌『ケラング!』の編集者マルコム・ドームは当時、「5年前のデフ・レパードの『炎のターゲット』以来最も注目すべき傑作」と評した[16]。

## 収録曲

### 通常版
1. 序章　Initiation (1:21)
（作曲：Hansen / 編曲：Helloween）
シンセサイザーとバンド演奏を交えたオーケストラ風のインストゥルメンタル。そのまま次の曲へと繋ぐ。
2. アイム・アライヴ　I'm Alive (3:22)
（作詞・作曲：Hansen / 編曲：Helloween）
3. ア・リトル・タイム　A Little Time (4:00)
（作詞・作曲：Kiske / 編曲：Helloween）
2ndシングルのC/W曲としてオルタナティヴ・ヴァージョン収録されている。
4. トワイライト・オブ・ザ・ゴッズ　Twilight Of The Gods (4:30)
（作詞・作曲：Hansen / 編曲：Helloween）
5. テイル・ザット・ウォズント・ライト　A Tale That Wasn't Right (4:42)
（作詞・作曲：Weikath / 編曲：Helloween）
アコースティック・ギターを強調したバラード。
6. フューチャー・ワールド　Future World (4:02)
（作詞・作曲：Hansen / 編曲：Helloween）
2ndシングル。
7. ハロウィン　Halloween (13:18)
（作詞・作曲：Hansen / 編曲：Helloween）
行事のハロウィンをテーマとした楽曲。13分を超える大作で、曲調が目まぐるしく変わるなど、プログレッシブな面がある。後に、RCAがアメリカでシングル化する際に収録時間を短く編集し、この音源を元にしたPVも製作された。メンバーは短くされたことに厭きれたが、編集を許すことで自分達がプロであることを示した[16]。
8. フォロー・ザ・サイン　Follow The Sign (1:47)
（作詞・作曲：Hansen/Weikath / 編曲：Helloween）
短い歌詞ではあるが、アルバムのテーマとなっている「7つの鍵」の存在が示されている。当時のライヴではSEとして流されることもあった。

LP盤は1曲目から5曲目までがA面、6曲目から8曲目がB面となっている。

### エクスパンディッド・エディション
オリジナル盤には収録されていないボーナストラック4曲の追加と、全曲デジタルリマスタリングが行われている。
1. 序章　Initiation (1:21)
2. アイム・アライヴ　I'm Alive (3:22)
3. ア・リトル・タイム　A Little Time (4:00)
4. トワイライト・オブ・ザ・ゴッズ　Twilight Of The Gods (4:30)
5. テイル・ザット・ウォズント・ライト　A Tale That Wasn't Right (4:42)
6. フューチャー・ワールド　Future World (4:02)
7. ハロウィン　Halloween (13:18)
8. フォロー・ザ・サイン　Follow The Sign (1:47)
9. ヴィクティム・オブ・フェイト（マイケル・キスク・ヴァージョン）　Victim Of Fate (Michael Kiske Version) (6:58)
3rdシングル「Dr. Stein」C/W曲。
10. スターライト（マイケル・キスク・ヴァージョン）　Starlight (Michael Kiske Version) (4:13)
2ndシングル「Future World」C/W曲。
11. ア・リトル・タイム（オルタナティヴ・ヴァージョン）　A Little Time (Alternative Version) (3:31)
2ndシングル「Future World」C/W曲。
12. ハロウィン（ビデオ・エディット・ヴァージョン）　Halloween (Video Edit Version) (5:01)
PV用に短くカットされたバージョン。ベストアルバム「Pumpkin Box」の2曲目のインタビューの途中に本バージョンが挿入されている。

## 演奏メンバー
- マイケル・キスク：Lead Vocals
- カイ・ハンセン：Lead Guitar、Bucking Vocals
- マーカス・グロスコフ：Bass、Bucking Vocals
- マイケル・ヴァイカート：Lead Guitar、Bucking Vocals
- インゴ・シュヴィヒテンバーグ：Drums

## チャート
| チャート (1987年)                      | 最高 順位 |
| -------------------------------------- | --------- |
| フィンランド (Suomen virallinen lista) | 10        |
| ドイツ (Offizielle Top 100)            | 15        |
| 日本 (Oricon)                          | 58        |
| スウェーデン (Sverigetopplistan)       | 42        |
| スイス (Schweizer Hitparade)           | 18        |
| US Billboard 200                       | 104       |

## 認定
| 国/地域                    | 認定 | 認定/売上数 |
| -------------------------- | ---- | ----------- |
| ドイツ (BVMI)              | Gold | 250,000^    |
| ^ 認定のみに基づく出荷枚数 |      |             |